# Тврдошин
Тврдошин (слч. Tvrdošín, мађ. Turdossin, пољ. Twardoszyn) град је у Словачкој, који се налази у оквиру Жилинског краја, где је у саставу округа Тврдошин.

## Географија
Тврдошин је смештен у крајње северном делу државе, близу државне границе са Пољском - 10 km североисточно од града. Главни град државе, Братислава, налази се 280 km јужно од града.
Рељеф: Тврдошин се развио у словачком делу планинског била Високих Татри, који су овде граница са Пољском. Насеље се налази у пространој Оравској котлини, испод планина. Подручје око града је планинско, на приближно 615 m надморске висине.
Клима: Клима у Тврдошину је оштрија умерено континентална због знатне надморске висине.
Воде: Тврдошин се развио на реци Орави.

## Историја
Људска насеља на овом простору датирају још из праисторије. Насеље под данашњим именом први пут се спомиње 1111. године, као место насељено Словацима. Насеље је 1369. године добило градска права. Током следећих векова град је био у саставу Угарске као важна станица при преласку преко Карпата у Пољску.
Крајем 1918. Тврдошин је постао део новоосноване Чехословачке. У време комунизма град је нагло индустријализован, па је дошло до наглог повећања становништва. После осамостаљења Словачке град је постао њено општинско средиште, али је дошло до привредних тешкоћа у време транзиције.

## Становништво
| Година:    | 1994. | 2004.   | 2014.   | 2024.   |
| ---------- | ----- | ------- | ------- | ------- |
| Број људи: | 9427  | 9453    | 9311    | 8695    |
| Разлика:   |       | +0,27 % | -1,50 % | -6,61 % |

| Година:    | 2023. | 2024.   |
| ---------- | ----- | ------- |
| Број људи: | 8760  | 8695    |
| Разлика:   |       | -0,74 % |

Данас Тврдошин има око 9.500 становника и последњих година број становника стагнира.
Етнички састав: По попису из 2001. састав је следећи:
- Словаци - 99,0%,
- Чеси - 0,5%,
- остали.

Верски састав: По попису из 2001. састав је следећи:
- римокатолици - 92,1%,
- атеисти - 4,8%,
- лутерани - 1,2%,
- остали.

## Партнерски градови
- Gmina Kościelisko